# Alexander Saidgerejewitsch Galimow
Alexander Saidgerejewitsch Galimow (russisch Александр Саидгереевич Галимов; * 2. Mai 1985 in Jaroslawl; † 12. September 2011 in Moskau) war ein russischer Eishockeyspieler, der seine gesamte Karriere bei Lokomotive Jaroslawl in der russischen Superliga, Kontinentalen Hockey-Liga sowie drittklassigen Perwaja Liga unter Vertrag stand.

## Karriere

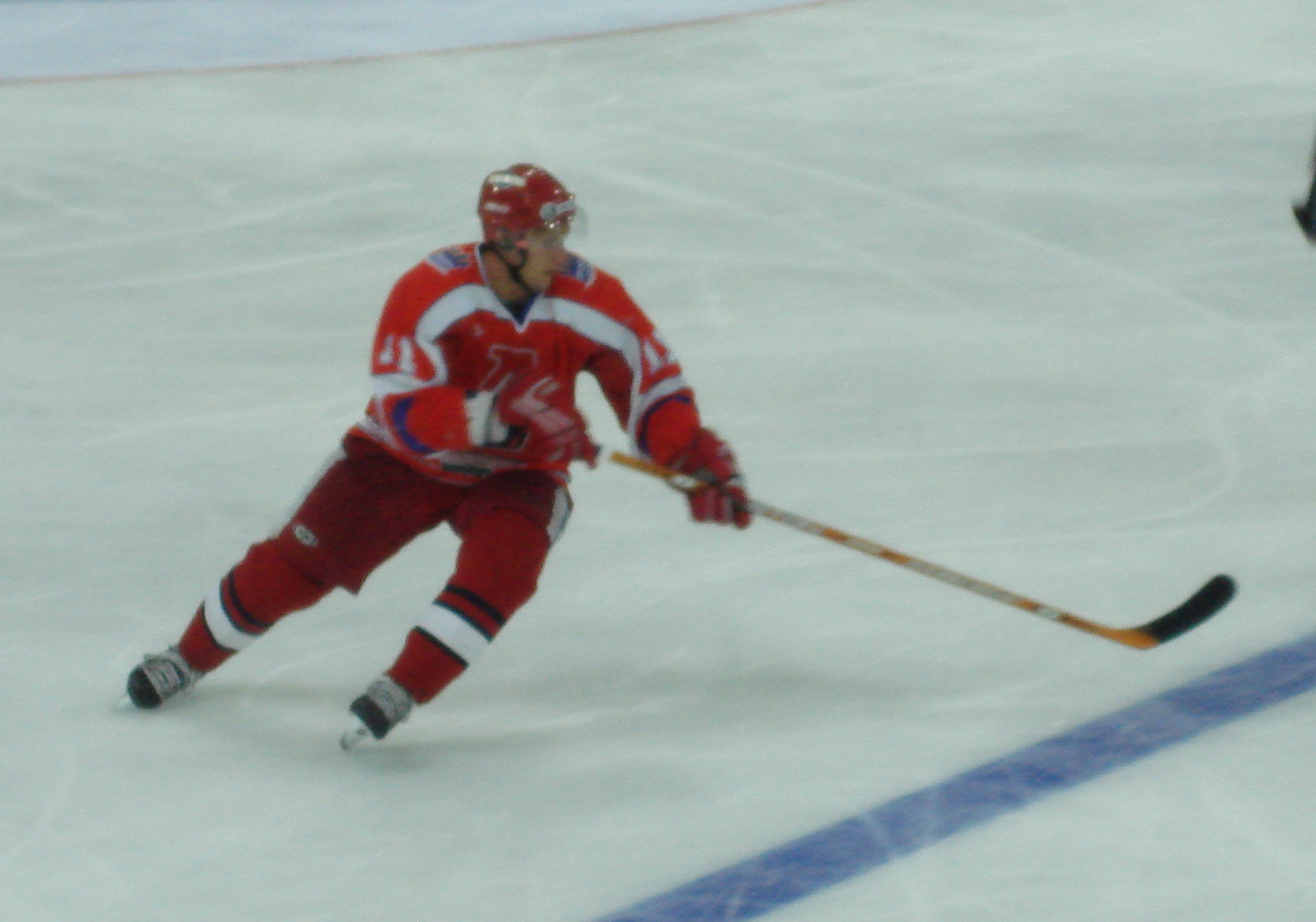
Galimow im Trikot von Lokomotive Jaroslawl

Alexander Galimow begann seine Karriere als Eishockeyspieler in seiner Heimatstadt in der Nachwuchsabteilung von Lokomotive Jaroslawl. Von 2001 bis 2004 spielte der Flügelspieler für dessen zweite Mannschaft in der drittklassigen Perwaja Liga. Anschließend gab er in der Saison 2004/05 sein Debüt für Lokomotives Profimannschaft in der Superliga. In seinem Rookiejahr erzielte er in insgesamt 47 Spielen ein Tor und gab eine Vorlage. In der Saison 2007/08 wurde er mit seiner Mannschaft Vizemeister.
Seit der Saison 2008/09 stand Galimow für Lokomotive Jaroslawl in der neu gegründeten Kontinentalen Hockey-Liga auf dem Eis. In deren Premierenspielzeit scheiterte er mit Lokomotive erst im Playoff-Finale um den Gagarin Cup mit 3:4 Siegen in der Best-of-Seven-Serie an Ak Bars Kasan.
Am 7. September 2011 befand sich Alexander Galimow unter den zunächst zwei Überlebenden des Flugzeugabsturzes bei Jaroslawl, bei dem er sich Verbrennungen von fast 90 Prozent der Körperoberfläche und der oberen Atemwege zuzog. Nachdem sein Zustand von den Ärzten stabilisiert worden war, wurde er am 8. September nach Moskau verlegt und dort intensivmedizinisch versorgt. Fünf Tage nach dem Unfall erlag er seinen schweren Verletzungen.

### International
Für Russland nahm Galimow im Juniorenbereich an der U20-Junioren-Weltmeisterschaft 2005 teil. Die Russen gewannen die Silbermedaille, Galimow steuerte dazu in sechs Spielen ein Tor und zwei Vorlagen bei.
Im Seniorenbereich stand er 2010 und 2011 im Aufgebot seines Landes bei der Euro Hockey Tour. Dort spielte er beim Karjala Cup 2009, Channel One Cup 2010 und LG Hockey Games 2011. In insgesamt neun Spielen gelangen ihm dabei zwei Tore und eine Vorlage. Den Karjala Cup und Channel One Cup gewann er mit den Russen, die LG Hockey Games schloss die Sbornaja als Zweiter ab.

## Erfolge und Auszeichnungen
- 2005 Silbermedaille bei der U20-Junioren-Weltmeisterschaft
- 2008 Russischer Vizemeister mit Lokomotive Jaroslawl
- 2009 KHL-Vizemeister mit Lokomotive Jaroslawl

## Karrierestatistik

### International
Vertrat Russland bei:
- U20-Junioren-Weltmeisterschaft 2005

(Legende zur Spielerstatistik: Sp oder GP = absolvierte Spiele; T oder G = erzielte Tore; V oder A = erzielte Assists; Pkt oder Pts = erzielte Scorerpunkte; SM oder PIM = erhaltene Strafminuten; +/− = Plus/Minus-Bilanz; PP = erzielte Überzahltore; SH = erzielte Unterzahltore; GW = erzielte Siegtore; 1 Play-downs/Relegation; Kursiv: Statistik nicht vollständig)